# Helictotrichon decorum
Helictotrichon decorum är en gräsart som först beskrevs av Victor von Janka, och fick sitt nu gällande namn av Johannes Jan Theodoor Henrard. Helictotrichon decorum ingår i släktet Helictotrichon och familjen gräs. Inga underarter finns listade i Catalogue of Life.